# Podbrzezie (Widuchowa)
Podbrzezie – część wsi Widuchowa w Polsce, położona w województwie świętokrzyskim, w powiecie buskim, w gminie Busko-Zdrój.
W latach 1975–1998 Podbrzezie administracyjnie należało do województwa kieleckiego.